# Атли
Атли още Ааатли или Ехатли (на гръцки: Καβαλλάρης, Каваларис, до 1927 година Αατλή, Аатли) е село в Република Гърция, в дем Кукуш, област Централна Македония.

## География
Селото е разположено на 290 m надморска височина, на 40 km северно от град Кукуш (Килкис), в близост до северния бряг на Дойранското езеро.

## История

### В Османската империя
В XIX век Атли е турско село в Дойранската каза на Османската империя. В „Етнография на вилаетите Адрианопол, Монастир и Салоника“, издадена в Константинопол в 1878 година и отразяваща статистиката на населението от 1873 година, Ахтли (Ahtli) е посочено като село в Дойранска каза с 36 къщи и 82 жители мюсюлмани.
Според статистиката на Васил Кънчов („Македония. Етнография и статистика“) в 1900 година Атли има 150 жители турци и 84 цигани.

### Гърция
В 1913 година след Междусъюзническата война селото попада в Гърция. В селото са заселени бежанци от Източна Тракия.
Турското му население се изселва в Турция в 1924 година и на негово място са настанени нови гърци бежанци от Понт и Кавказ. През 1927 години селото е прекръстено на Каваларис. В 1928 година селото е бежанско със 70 семейства и 204 жители бежанци.
Атли пострадва силно през Втората световна война, а по време на Гражданската война (1946 - 1949) е разселено и жителите му се установяват в по-безопасни села. След нормализирането на обстановката селото не е обновено веднага.
Населението традиционно се занимава с отглеждане на жито и тютюн и в по-малка степен със скотовъдство.
| Година    | 1913 | 1920 | 1928 | 1940 | 1951 | 1961 | 1971 | 1981 | 1991 | 2001 | 2011 | 2021 |
| --------- | ---- | ---- | ---- | ---- | ---- | ---- | ---- | ---- | ---- | ---- | ---- | ---- |
| Население | 60   | 153  | 153  | 363  |      | 113  | 44   | 15   | 25   | 79   | 33   | 25   |